# Ruhnui világítótorony
A ruhnui világítótorony (észtül: Ruhnu tuletorn) Észtországban, a Rigai-öbölben elhelyezkedő Ruhnu szigetén található világítótorony. Közigazgatásilag Saare megye Ruhnu községéhez tartozik. Ez Észtország legdélebbre fekvő világítótornya. Az Észt Tengerészeti Hivatal (Eesti Veeteede Amet) üzemelteti.

## Története
Az öntöttvasból készült világítótornyot 1877-ben építették. Ezen a helyen korábban is világítótorony állt, a régi fatornyot 1860-ban készítették. A sziget más részén pedig már 1643-ban is állt világítótorony. 
A szerkezetet a franciaországi Le Havre-ben 1875-ben gyártotta a Forges et Chantiers de la Méditerranée cég. Úgy tartják, hogy a világítótornyot Gustave Eiffel tervezte, de erről nincsenek megbízható források. Az előre gyártott öntöttvas elemeket a helyszínen építették össze. Ezek szállításához ideiglenes kövezett utat építettek a homokdűnékre. Ez a Balti-tenger vidékének egyetlen ilyen stílusú világítótornya.
Az első világháborúban súlyosan megsérült, amikor a német csapatok felrobbantották. Akkor az acetilénlámpája is megsérült. Csak 1936-1937-ben állították helyre teljesen.
A világítótornyot 1999. február 23-tól felvették az észt kulturális örökség listájára.
2008-ban LED lámpákat helyeztek a lámpaházban, majd 2015-ben ezeket is újabb LED lámpákra cserélték.

## Jellemzői
A világítótorony Ruhnu sziget legmagasabb részén, a Haubjerre-dombon áll. A fémszerkezet magassága 40 m. A lámpa a tengerszint felett 64,7 m magasságban található.
A torony fő tartóeleme egy hengeres csőszerkezet, amelyhez négy támasztóoszlop csatlakozik. Ezek együtt lényegében egy rácsszerkezetet képeznek. Az öntöttvas elemeket szegecseléssel rögzítették. Torony tetején található lámpaházat erkély veszi körül. A fő csőtartóban csigalépcső vezet a lámpaházba, amelynek magassága 3,64 m.
Automata üzemmódú, egész évben üzemel. A világítótorony fehér fényt bocsát ki a teljes, 360 fokos szögtartományban. A lámpa ciklusa 4 másodperces: 1 másodperces felvillanás, három másodperc szünet. 12 tengeri mérföldről látható.
A világítótoronyhoz tartozik egy lakóépület, egy pince, egy gazdasági épület, egy szauna és egy fedett kút is.